# Messy Little Raindrops
Messy Little Raindrops este al doilea album de studio înregistrare cântăreața britanică Cheryl Cole, lansat la 1 noiembrie 2010 de Fascination Records.